# Nazion
Marginea anterioară, neregulată, a porțiunii nazale se numește margine nazală (Margo nasalis). Aici se articulează extremitățile superioare ale oaselor nazale și procesele frontale ale maxilelor. Articulația dintre frontal și oasele nazale constituie punctul antropometric nazion.